# Масленников, Фёдор Фёдорович
Фёдор Фёдорович Масленников (1902 — 1968) — советский военачальник, генерал-майор (1943). Начальник штаба 43-й армии в период Великой Отечественной войны и начальник штаба 1-й Краснознамённой армии в период Советско-японской войны.

## Биография
Родился 17 марта 1902 года в селе Буйском, Кировской области.
С 1922 года призван в ряды РККА и с 1924 года после окончания военной пехотной школы РККА служил в войсках на различных командно-штабных должностях. С 1935 по 1939 год обучался в  Военной академии РККА имени М. В. Фрунзе. С 1937 года служил на штабных должностях в Московском военном округе и находился в заграничной командировке.
С 16 октября 1941 по 1942 год — начальник штаба 17-й стрелковой дивизии в составе 43-й армии Западного фронта, на начальном этапе в задачу дивизии входила оборона рубежа Спас-Загорье — Высокиничи, в составе дивизии был участником контрнаступления под Москвой. Ф. Ф. Масленников во время боёв в районе Тарутино остановил отступающие части своей дивизии, привёл части в порядок и организовал оборону чем приостановил наступление противника.
С 1942 по 1943 год — начальник первого отделения и заместитель начальника оперативного отдела, начальник оперативного отдела и заместитель начальника штаба. 20 декабря 1943 года Постановлением СНК СССР №1409 было присвоено звание генерал-майор. С 17 августа 1943 по 30 мая 1945 года — начальник штаба 43-й армии, с 1942 года в составе армии участвовал в Ржевско-Вяземской стратегической наступательной операции, с 1943 года в Смоленской наступательной операции и Духовщинско-Демидовской операции. 19 сентября 1944 года за помощь командованию армии и фронта в разработке операции по успешному прорыву сильно укреплённой обороны противника и завершения окружения витебской группировки в период Витебской наступательной операции, Ф. Ф. Масленников был награждён орденом Суворова 2-й степени. 15 апреля 1945 года за осуществления ликвидации войск противника юго-западнее Кёнигсберга и овладение этим городом в период Кёнигсбергской операции был награждён орденом Кутузова 1-й степени.
С 28 июня по 15 ноября 1945 года — начальник штаба 1-я Краснознамённой армии в составе Дальневосточного фронта, участвовал в Советско-японской войне. 8 сентября 1945 года за успешную разработку операции по разгрому японских войск в боях за Муданьцзян в период Маньчжурской стратегической наступательной операции Ф. Ф. Масленников был награждён вторым орденом Кутузова 1-й степени.
С 1945 по 1960 год на командных должностях: начальник штаба армии и первый заместитель начальника штаба Московского военного округа, в дальнейшем на педагогической работе в Военной академии Генерального штаба Вооружённых Сил СССР в качестве старшего преподавателя.
С 1960 года в отставке.
Скончался 29 марта 1968 года в Москве, похоронен на Химкинском кладбище.

## Награды
- Орден Ленина (06.11.1947);
- три ордена Красного Знамени (19.09.1943, 03.11.1944, 20.04.1953);
- два Ордена Кутузова I степени (12.04.1945, 08.09.1945);
- Орден Суворова II степени (22.07.1944);
- Орден Красной Звезды (28.02.1942);
- Медаль «За оборону Москвы» (01.05.1944);
- Медаль «За взятие Кёнигсберга» (09.06.1945);
- Медаль «За победу над Германией в Великой Отечественной войне 1941—1945 гг.» (09.05.1945);
- Медаль «За победу над Японией» (30.09.1945)[12][13].